# Shalom Sharabi
Sar Shalom Sharabi (in ebraico שר שלום מזרחי דידיע שרעבי‎?), noto anche come il Rashash, Shemesh o Rabbi Shalom Mizraḥi deyedi`a Sharabi (Ta'izz, 1720 – Gerusalemme, 1777) è stato un rabbino yemenita, noto halakhista, Chazzan e cabalista. In tarda maturità divenne il Rosh Yeshivah della Yeshivah Bet El nella Città Vecchia di Gerusalemme.

## Biografia
Sar Shalom Sharabi nacque a Al- Yahud al-Sharab as' Salam, un antico quartiere ebraico della città di Ta'izz,. Si trasferì a Eretz Israel, a quel tempo sotto il controllo dell'Impero ottomano, per realizzare un voto che aveva fatto. Durante il viaggio si fermò in India, a Baghdad e a Damasco. Mentre era a Damasco, fu coinvolto in un dibattito halakhico (legale) sulla misura minima di matzah che si poteva mangiare durante il Seder di Pesach.
In Israele fu molto stimato dai saggi rabbini locali e viene frequentemente citato nei loro libri. Nella Yeshivah Bet El apparteneva ad un gruppo di 12 mekubalim insieme ai rabbini Chaim Joseph David Azulai, Yom-Tov Algazi e altri saggi delle congregazioni sefardite e yemenite. Rimase presso la Yeshiva Bet El fino alla morte, diventandone il rettore (Rosh Yeshivah).  Era un devoto sostenitore degli insegnamenti di Rabbi Isaac Luria e uno dei principali innovatori della Cabala lurianica.
La tradizione popolare collega la sua partenza dallo Yemen ad un miracolo che avvenne dopo che una ricca donna arabo-musulmana cercò di sedurlo. A Bet El inizialmente lavorò come inserviente e nascose la sua erudizione; quando la sua conoscenza della Cabala fu scoperta per caso, divenne subito membro del circolo cabalistico. Secondo la leggenda, gli apparve il profeta Elia e i maggiori cabalisti credono inoltre che sia stato il Gilgul dell'Arizal. Suo nipote, Solomon Moses Hai Gagin Sharabi, scrisse una poesia laudatoria della sua grande padronanza delle opere cabalistiche Etz Hayyim e Shemonah She'arim di Hayim Vital. Membri di Bet El continuano a pregare presso la sua tomba sul Monte degli Olivi nell'anniversario della sua morte.

## Opere
Fu uno dei primi commentatori delle opere di Isaac Luria, fonti principali della Cabala. il suo Siddur era noto come il "Siddur Ha-Kavvanot" ed è tuttora il libro di preghiere principale dei cabalisti, usato per meditazione e studio nelle yeshivah.
I suoi scritti includono "Emet va-Shalom", "Rehovot Hanahar", "Derech Shalom" e "Nahar Shalom", in cui risponde a 70 domande degli Hahamim (rabbini in comando) di Tunisi, che erano tra le principali autorità sefardite del XVIII secolo. Commentò inoltre sulle tradizioni (minhagim)) degli ebrei yemeniti e le raccolse in volumi noti sotto il titolo complessivo di "Minhagei Rashash", un'edizione esclusiva dello Shulchan Aruch, dove fornisce interpretazioni di halakhot, mentre commenta anche gli usi e costumi specifici della comunità yemenita "Shami" cioè siriana).  Questi volumi sono a tutt'oggi usati da tale comunità per prendere decisioni halakhiche (giuridiche) in merito alle festività ebraiche, i matrimoni ed i servizi liturgici dello Shabbat.